# نيهومار سيرمينو
نيهومار سيرمينو (بالإسبانية: Nehomar Cermeño) (مواليد 17 نوفمبر 1979) هو ملاكم فنزويلي، مثّل بلاده في الألعاب الأولمبية الصيفية 2000.

## روابط خارجية
نيهومار سيرمينو على موقع بوكس ريك (الإنجليزية) (registration required)
- نيهومار سيرمينو على موقع أوليمبيديا (الإنجليزية)